# Jenneville
Jenneville est un village de la commune belge de Libramont-Chevigny située en Région wallonne dans la province de Luxembourg. Avant la fusion des communes de 1977, il faisait partie de la commune de Moircy.

## Géographie
Jenneville se trouve sur la rive gauche de l’Ourthe occidentale, un affluent de la Meuse.